# Pictures of Lily
«Pictures of Lily» (с англ. — «Изображения Лили») — песня британской рок-группы The Who, написанная гитаристом и основным автором песен Питом Таунсендом. В 1967 году песня была издана в качестве сингла и попала в пятёрку британского чарта, расположившись на четвёртой строчке. В американском чарте сингл достиг лишь 51 позиции.

## Обзор
Песня повествуется от лица главного героя, мучаемого бессонницей, о чём он рассказывает отцу, который вешает в его комнату изображения девушки по имени Лили — и герой начинает чувствовать себя лучше и снова способен спать по ночам. Вскоре он влюбляется в созерцаемую девушку и спрашивает отца, где её можно найти. Отец объясняет, что Лили умерла ещё в 1929 году. Сначала герой безутешно рыдает и сокрушается по тому, что не был рождён в её эпоху. Но после погружается в фантазии, где он с ней вместе.

## Происхождение и значение песни
Согласно словам Пита Таунсенда в книге Рикки Руксби «Lyrics», выпущенной в 2006 году, на идею песни его вдохновило изображение звезды Водевиля — Лили Бэйлисс [sic], которое висело в квартире его девушки. Это была старая открытка 1920-х годов с чьей-то надписью на ней «Это другое изображение Лили, надеюсь, у тебя такого ещё нет». Это заставило его думать, что у каждого был пинап-период.
Лилли Лэнгтри была звездой мьюзик-холла, которая скончалась в 1929 году, в тот же год что и персонаж песни. Заявление Таунсенда (маловероятно) могло отсылать к Лилиан Бэйлис, театральному менеджеру, которая умерла в 1937 году.
Марк Уилкерсон цитировал Таунсенда, что написанная им песня — «всего лишь песенка про мастурбацию и её значимость для молодого человека» Однако в самой песне на мастурбацию может намекать только лишь строчка «изображения Лили решили мои проблемы детства».

## Концертные исполнения
Впервые песня была сыграна вживую в 1966 году, и The Who продолжали её играть во время вплоть до 1968 года. 11 сентября 1979 года группа вновь исполнила её на концерте в Пассейике (штат Нью-Джерси). Тогда вокалист Роджер Долтри забыл слова, и группа сразу перешла к кавер-версии Free «All Right Now», которую они изредка играли на протяжении 70-х. Во время своего тура 1985 года Долтри исполнил «Pictures of Lily» четыре раза. The Who вернули песню в свой сет-лист до 1989 года. Долтри исполнял её во время своего сольного тура Use It or Lose It. Песня прозвучала на концерте в Гайд-парке в 2015 году.

## Запись и выпуск
Кит Ламберт, первый настоящий менеджер группы, заснял на камеру группу, записывающую песню. Он показал четырёх участников выступающими, где высокие ноты исполнял Кит Мун (хотя можно услышать, как Таунсенд говорит Киту продолжать играть свой ритм во время части Джона), однако другие концертные видео показывают Джона Энтвисла, подпевающего гармоничный вокал и играющего на трубе. Долтри заявил, что соло на французском горне было попыткой сымитировать клаксоновую сирену времён Первой мировой войны, так как Лили была с пинап-плаката тех времён.
В Великобритании песня была выпущена в виде семидюймового сингла 22 апреля 1967 года на лейбле Track Records и заняла 4 позицию в британском чарте. Би-сайдом к синглу стала песня «Doctor, Doctor», написанная Джоном Энтвислом. Продюсером сингла выступил Кит Ламберт, а исполнительным продюсером Крис Стамп. В том же году сингл вышел в США на лейбле Decca, где достиг 51-й позиции, и в Германии на лейбле Polydor Records. Обложку для немецкого издания нарисовал британский карикатурист Ральф Стедман, известный работой с американским писателем Хантером Томпсоном. Во Франции песня была издана в составе семидюймового мини-альбома Picture of Lily, выпущенного Polydor в том же году. В альбом вошли заглавная композиция, обозначенная как «Picture of Lily», «Doctor, Doctor» и две песни из альбома: A Quick One — «I Need You», написанная Муном, и «Run, Run, Run», написанная Таунсендом.

### Список композиций
7" сингл
1. «Pictures of Lily» (Таунсенд) — 2:44
2. «Doctor, Doctor» (Энтвисл) — 2:55

7" мини-альбом
Сторона A
1. «Picture of Lily» (Таунсенд) — 2:44
2. «I Need You» (Мун) — 2:25

Сторона B
1. «Doctor, Doctor» (Энтвисл) — 2:55
2. «Run, Run, Run» (Таунсенд) — 2:40

## Чарты
- № 4 — Великобритания
- № 51 — США[1]

## Кавер-версии
Кавер-версия песни исполнялась Дэвидом Боуи. Также испаноязычную версию песни, названную «Fotos De Lily», представила аргентинская панк-группа Attaque 77 на своём кавер-альбоме 1998 года Otras Canciones (другие песни).